# Scali Delpeyrat
Pour les articles homonymes, voir Delpeyrat.
Scali Delpeyrat est un acteur, auteur et metteur en scène français, né le 14 septembre 1966 à Agen (Lot-et-Garonne).

## Biographie
Scali Delpeyrat est un ancien élève du Conservatoire national supérieur d'art dramatique de Paris.
En parallèle de sa carrière d'acteur, Scali Delpeyrat écrit et met en scène des spectacles et des performances de théâtre, ainsi que des récits.
En 2016, il rejoint le casting de la série politique Baron noir diffusée sur Canal+. Il tient le rôle de Martin Borde, secrétaire général de la présidence de la République, qui devient plus tard Premier ministre.

## Filmographie

### Cinéma

#### Longs métrages
- 2000 : Le Goût des autres d'Agnès Jaoui
- 2000 : Sade de Benoît Jacquot
- 2001 : Candidature d'Emmanuel Bourdieu
- 2002 : Décalage horaire de Danièle Thompson
- 2003 : Vert paradis d'Emmanuel Bourdieu
- 2003 : Ordo de Laurence Ferreira Barbosa
- 2003 : Cette femme-là de Guillaume Nicloux
- 2003 : Bienvenue en Suisse de Léa Fazer
- 2003 : Le Mystère de la chambre jaune de Bruno Podalydès
- 2005 : Marie-Antoinette de Sofia Coppola
- 2007 : La Fabrique des sentiments de Jean-Marc Moutout
- 2007 : Notre univers impitoyable de Léa Fazer
- 2007 : La Troisième Partie du monde d'Éric Forestier
- 2007 : Benjamin Gates et le Livre des secrets (National Treasure 2) de Jon Turteltaub
- 2008 : Trahison de Jeffrey Nachmanoff
- 2008 : Mes stars et moi de Lætitia Colombani
- 2008 : La Très Très Grande Entreprise de Pierre Jolivet
- 2009 : Le Séminaire de Charles Nemes
- 2009 : Erreur de la banque en votre faveur de Michel Munz et Gérard Bitton
- 2010 : Holiday de Guillaume Nicloux
- 2012 : Elles de Małgorzata Szumowska
- 2012 : La Vérité si je mens ! 3 de Thomas Gilou
- 2012 : Cookie de Léa Fazer
- 2013 : 20 ans d'écart de David Moreau
- 2014 : Un week-end à Paris de Roger Michell
- 2014 : Maestro de Léa Fazer
- 2014 : Tu veux ou tu veux pas de Tonie Marshall
- 2015 : Premiers crus de Jérôme Le Maire
- 2016 : Planetarium de Rebecca Zlotowski
- 2017 : Gauguin : Voyage de Tahiti de Édouard Deluc
- 2018 : Les Tuche 3 d'Olivier Baroux
- 2019 : Curiosa de Lou Jeunet
- 2023 : Bernadette de Léa Domenach
- 2023 : Second Tour d'Albert Dupontel
- 2023 : Un jour fille de Jean-Claude Monod

#### Courts métrages
- 1999 : 3000 scénarios contre un virus : La Chambre de Cédric Klapisch
- 2000 : La Défaite du rouge-gorge de Valérie Mréjen
- 2000 : Comme dans un film de Bruno Dega
- 2005 : Congrès de Jean-Claude Monod
- 2006 : Mon meilleur ami de Stéphane Granata
- 2007 : Soleil d'Hiverde Pablo Altés & Hélène Marteau
- 2007 : Breather de Peter Snowdon
- 2008 : Bewick's mambo de Peter Snowdon
- 2009 : Rinse and spin de Peter Snowdon

### Télévision
- 2004 : Nos vies rêvées de Fabrice Cazeneuve
- 2005 : La Surface de réparation de Bernard Favre
- 2005 : Engrenages, série de Philippe Triboit et Pascal Chaumeil
- 2005 : Le Grand Charles de Bernard Stora
- 2005 : Coup de vache de Lou Jeunet
- 2005 : Le Rainbow Warrior de Pierre Boutron
- 2005 : Un jeu dangereux, téléfilm de Patrick Dewolf : François-Xavier, un producteur
- 2006 : Un candidat libre de Jean-Baptiste Huber
- 2007 : Guerre et Paix de Robert Dornhelm : Napoléon Ier
- 2007 : La Résistance de Félix Olivier : Jean Moulin
- 2007 : Elles et Moi de Bernard Stora
- 2008 : Adrien de Pascale Bailly
- 2008 : Diane, femme flic (Deuxième Vérité, parties 1 et 2) de Josée Dayan
- 2009 : Reporters, saison 2 de Jean-Marc Brondolo
- 2009 : L'École du pouvoir de Raoul Peck
- 2010 : Les Mensonges de Fabrice Cazeneuve
- 2010 : La Commanderie, série de Didier Le Pêcheur
- 2010 : Un mari de trop de Louis Choquette
- 2011 : L'Infiltré de Giacomo Battiato
- 2011 : Marthe Richard de Thierry Binisti
- 2013 : Drumont, histoire d'un antisémite français, téléfilm historique de Emmanuel Bourdieu : Joseph Reinach
- 2013 : Pourquoi personne me croit de Jacques Fansten
- 2013 : Les délices du monde d'Alain Gomis
- 2014 : Le Système de Ponzi de Dante Desarthe
- 2014-2015 : La Loi de Barbara (épisodes 2 et 3) de Didier Le Pêcheur
- 2015 : Les Fusillés de Philippe Triboit
- 2015 : Dix pour cent de Cédric Klapisch
- 2015 : Contre-enquête de Henri Helman
- 2016 : Caïn (saison 4)
- Depuis 2016 : Baron noir, série de Ziad Doueiri : Martin Borde
- 2016 : Mystère à l'Opéra de Léa Fazer
- 2016 : Le Passe-muraille de Dante Desarthe
- 2016 : Nadia de Léa Fazer
- 2018 : À l'intérieur, série de Vincent Lannoo : Guillaume
- 2018 : Guépardes, série
- 2018 : Insoupçonnable, mini-série de Fred Garson : Mille
- 2020 : Alice Nevers (saison 18, épisodes 1 et 2) : Eric Solanas
- 2021 : Manipulations, mini-série de Marwen Abdallah : Laurent
- 2021 : Sacha, série de Léa Fazer : Carette
- 2022 : Clemenceau, la force d'aimer de Lorraine Lévy : Fernand Baldensperger
- 2024 : L'Enchanteur de Philippe Lefebvre

## Théâtre

### Comédien
- 1991 : Vie de la révolutionnaire Pélagie Vlassova de Tver de Bertolt Brecht, mise en scène Bernard Sobel, théâtre de Gennevilliers
- 1992 : Le Jeu de l'amour et du hasard de Marivaux, mise en scène Jacques Kraemer
- 1992 : La Place Royale ou l'Amoureux extravagant de Pierre Corneille, mise en scène Brigitte Jaques, théâtre de la Commune
- 1993 : Le Poisson volant de Lionel Prevel, mise en scène Nabil El Hazan
- 1993 : La Tranche de Jean-Daniel Magnin, mise en scène Philippe Adrien, théâtre des Halles, Avignon
- 1994 : Angels in America : part 1 de Tony Kushner, mise en scène Brigitte Jaques, Festival d'Avignon, théâtre national de Belgique, théâtre de la Commune
- 1995 : L'Illusion comique de Corneille, mise en scène Arlette Téphany, La Limousine à Limoges
- 1996 : Hélène de Jean Audureau, mise en scène Jean-Louis Thamin, théâtre du Port de la lune, théâtre de Nice, nouveau théâtre d'Angers
- 1996 : Hamlet de William Shakespeare, mise en scène Philippe Adrien, théâtre de la Tempête
- 1997 : Hamlet de William Shakespeare, mise en scène Philippe Adrien, théâtre de la Tempête
- 1998 : Les Fils de Noé de Léa Fazer, mise en scène de l'auteur, théâtre de la Tempête
- 1999 : Antigone de Sophocle, mise en scène Marcel Bozonnet, maison de la culture de Bourges, théâtre de la Bastille
- 2000 : Porte de Montreuil de Léa Fazer, mise en scène de l'auteur, Proscenium
- 2000 : Tout mon possible d'Emmanuel Bourdieu, mise en scène Denis Podalydès, maison de la culture de Bourges, théâtre de la Commune
- 2001 : Porte de Montreuil de Léa Fazer, mise en scène de l'auteur, L'Européen
- 2002 : Porte de Montreuil de Léa Fazer, mise en scène de l'auteur, théâtre Rive Gauche
- 2004 : Kroum l'ectoplasme de Hanoch Levin, mise en scène Clément Poirée, théâtre de la Tempête
- 2004 : L'Amélioration de David Lescot, mise en scène de l'auteur, théâtre du Rond-Point, Comédie de Reims, théâtre de la Manufacture
- 2005 : L'Instrument à pression de David Lescot, mise en scène de l'auteur
- 2005 : Requiem pour une nonne de William Faulkner, mise en scène Jacques Lassalle, théâtre de l'Athénée-Louis-Jouvet
- 2006 : Requiem pour une nonne de William Faulkner, mise en scène Jacques Lassalle, théâtre national de Nice
- 2007 : Le Génie des bois d'Olivier Balazuc, mise en scène de l'auteur, centre national de création d'Orléans
- 2007 : Un homme en faillite de David Lescot, mise en scène de l'auteur, Comédie de Reims, théâtre des Abbesses
- 2008 : Le Génie des bois d'Olivier Balazuc, mise en scène de l'auteur, centre national de création d'Orléans
- 2008 : Ivanov d'Anton Tchekhov, mise en scène Philippe Adrien, théâtre de la Tempête
- 2008 : L'Objet du siècle de Gérard Wajcman, mise en scène et jeu Scali Delpeyrat
- 2009 : L'Européenne de David Lescot, mise en scène de l'auteur, Comédie de Reims, théâtre des Abbesses, TNBA
- 2010 : L'Européenne de David Lescot, mise en scène de l'auteur, théâtre de l'Union, tournée
- 2010 : Fragments d'un discours amoureux de Roland Barthes, mise en scène Arnaud Churin, théâtre de la Bastille, tournée
- 2011 : Adagio [Mitterrand, le secret et la mort] d'Olivier Py, mise en scène de l'auteur, théâtre de l'Odéon
- 2011 : Fragments d'un discours amoureux de Roland Barthes, mise en scène Arnaud Churin, théâtre Vidy-Lausanne, théâtre de la Bastille
- 2011 : Dance is a dirty job but somebody's got to do it de Scali Delpeyrat, mise en scène de l'auteur, théâtre des Abbesses
- 2012 : Le Système de Ponzi de David Lescot, mise en scène de l'auteur, théâtre de l'Union, théâtre des Abbesses, théâtre de la Manufacture, Comédie de Saint-Étienne, théâtre national de Strasbourg
- 2013 : Scènes de la vie d'acteur de Denis Podalydès, mise en scène Scali Delpeyrat, théâtre du Rond-Point
- 2014 : Nos occupations de et mise en scène David Lescot, théâtre de la Ville
- 2014-2015 : Oncle Vania d'Anton Tchekov, mise en scène Pierre Pradinas, théâtre de l'Union, théâtre du Jeu de Paume, tournée
- 2015 : Décrochage, texte et mise en scène de Scali Delpeyrat, Espace Hi-Média
- 2017 : Puisque nous sommes ici, texte et jeu de Scali Delpeyrat, château de Briare
- 2017 : Après je m'étonne, texte et jeu de Scali Delpeyrat, Studio Raspail, Le Splendid
- 2018 : La rose en céramique, texte de Scali Delpeyrat, chorégraphie d'Alexander Vantournhout, Festival d'Avignon / Sujet à Vif, lycée Saint-Joseph
- 2018 : Mon stand-up, tome 1, texte et jeu de Scali Delpeyrat, Agen
- 2019 : Ne me demandez pas de vous parler de moi, texte et mise en scène de Scali Delpeyrat, Surrealizm Festival de Carcassonne, avec Florence Thomassin
- 2022 : Je ne suis plus inquiet de et mise en scène Scali Delpeyrat, La Scala Festival Off d'Avignon
- 2022 : Reconstitution du débat sur la loi 1905 à l'Assemblée nationale[3]
- 2025 : Pour un oui ou pour un non de Nathalie Sarraute, mise en scène Sylvain Maurice, théâtre du Lucernaire

### Metteur en scène
- 2013 : Scènes de la vie d'acteur de Denis Podalydès, théâtre du Rond-Point

### Auteur et metteur en scène
- 2011 : Dance is a dirty job but somebody's got to do it, théâtre des Abbesses
- 2015 : Décrochage, Espace Hi-Média
- 2017 : Puisque nous sommes ici, château de Briare[4]
- 2017 : Après je m'étonne, Studio Raspail, Le Splendid
- 2018 : La rose en céramique, chorégraphie d'Alexander Vantournhout, Festival d'Avignon / Sujet à Vif, lycée Saint-Joseph[5]
- 2018 : Mon stand-up, tome 1, Agen[6]
- 2019 : Ne me demandez pas de vous parler de moi, Surrealizm Festival de Carcassonne, avec Florence Thomassin[7]
- 2020 : Je ne suis plus inquiet, théâtre de la Ville, Paris

## Doublage
- 2023 : Lucky Hank (en) : Finny (Haig Sutherland)

## Publications
- Le Ménisque, éditions Les Solitaires intempestifs, 2011
- Carnets de répétitions, éditions de l'Amandier.
- Le fils regardé, Le Grand Bordel de Cannes, Stéphane Million éditeur, 2010.
- Le Comédien, éditions du Seuil dans Qu'est-ce que le théâtre ? de Christian Biet et Christophe Triau
- ´´Je ne suis plus inquiet’’, Actes Sud-Papiers, octobre 2020

## Distinction
- 2010 : prix du public au concours « Danse élargie » pour Dance Is a Dirty Job but Somebody's Got to Do It